# Binixiflat
Binixiflat és un grup de teatre de titelles fundat a Palma per Biel Porcel l'any 1979 i refundat a Arenys de Munt el 1985.
Amb anterioritat a la formació del grup, el seu impulsor havia estat integrant, primer, entre 1973 i 1975, de la companyia sollerica Teresetes Nussa i, posteriorment, entre 1977 i 1979, de Drac Mans de Palma. Els seus muntatges anaven adreçats a un públic infantil i eren fets a base d'esquetxos a partir de rondalles, textos d'autors com Gianni Rodari i cançons infantils; una línia de treball que després va continuar amb Binixiflat. El nom del grup, suggerit pel filòleg Francesc de Borja Moll, evoca, amb el prefix bini- (d'origen àrab, tan típic de la toponímia illenca i que equival a «fill de») i l'adjectiu xiflat (castellanisme que indica pèrdua del seny o bogeria transitòria), el motiu del món al revés, del país imaginari on tot és possible. Durant l'etapa mallorquina, el grup dugué a cap més de cinc-centes representacions amb espectacles com Rondaies i Teresetes (1977), Juguem a fer teatre (1978), Flat-flat (1979), Camina, caminaràs (1980) i Ratarum rataràs (1981).
Ja dins el panorama titellaire català, en el qual Porcel va treballar sobretot com a solista, cal esmentar L'Isidre i la lluna (1985), presentat el mateix any a la Fira de Teatre al Carrer de Tàrrega; La gàbia (1986), una acció itinerant de carrer i sense paraules, de caràcter experimental i adreçada al públic adult, que també es va estrenar a Tàrrega; Pasqual (1988); En Pere Beneit (1989), una versió per a titelles de la rondalla mallorquina recollida per Antoni M. Alcover; El gegant sempre té gana (1992), a partir d'un conte popular suec, i En Joan de la carbassa gran (1994), una adaptació del conte d'en Patufet. També destaca el muntatge Ludus (1992), sense paraules i amb música de Lluís Petra, i un dels espectacles més ambiciosos de la companyia que combina les tècniques de la llum negra i blanca. Altres títols emblemàtics que il·lustren la història del grup són: El peix d'or (1995); La llegenda dels Nats (1997); Rita, la Rínxols i els tres óssos (2001); Cercant el sol (2002); En Pere de la plaça i Oiraki, el castell dels ocells. Amb les seves històries, Binixiflat ha actuat a festes majors i mostres de teatre d'animació infantil i de titelles arreu dels Països Catalans; també ha realitzat representacions en gires i festivals del País Basc, Espanya i França. A més, ha col·laborat als programes de televisió Picapuça (TVE, 1988) i Club Super 3 (TVC, 1995).